# Юрта № 16 (7 башкирский кантон)
Юрта № 16 7-го башкирского кантона — административная единица в составе башкиро-мишарского войска.
На 1842 год в нём жили 1462 человека, 762 мужского, 700 женского пола.
В юрту № 16 входили деревни:
- Термень Елга — 329 человек, 167 мужчин, 162 женщины
- Кинзекеево — 324 человека, 161 мужчина, 163 женщины
- Алакаево — 173 человека, 98 мужчин, 75 женщин
- Кудакаево— 66 человек, 35 мужчин, 31 женщина
- Мулламусино — 194 человек, 103 мужчины, 91 женщина
- Кинзебулатово — 234 человек, 124 мужчины, 110 женщин
- Балково — 142 человека, 74 мужчины, 68 женщин

Один аул вошёл в состав города Ишимбая (Термень-Елга), другие — в состав Скворчихинского, Байгузинского сельсоветов Ишимбайского района. Исчезла деревня Кудакаево.